# Maximilian Buhk

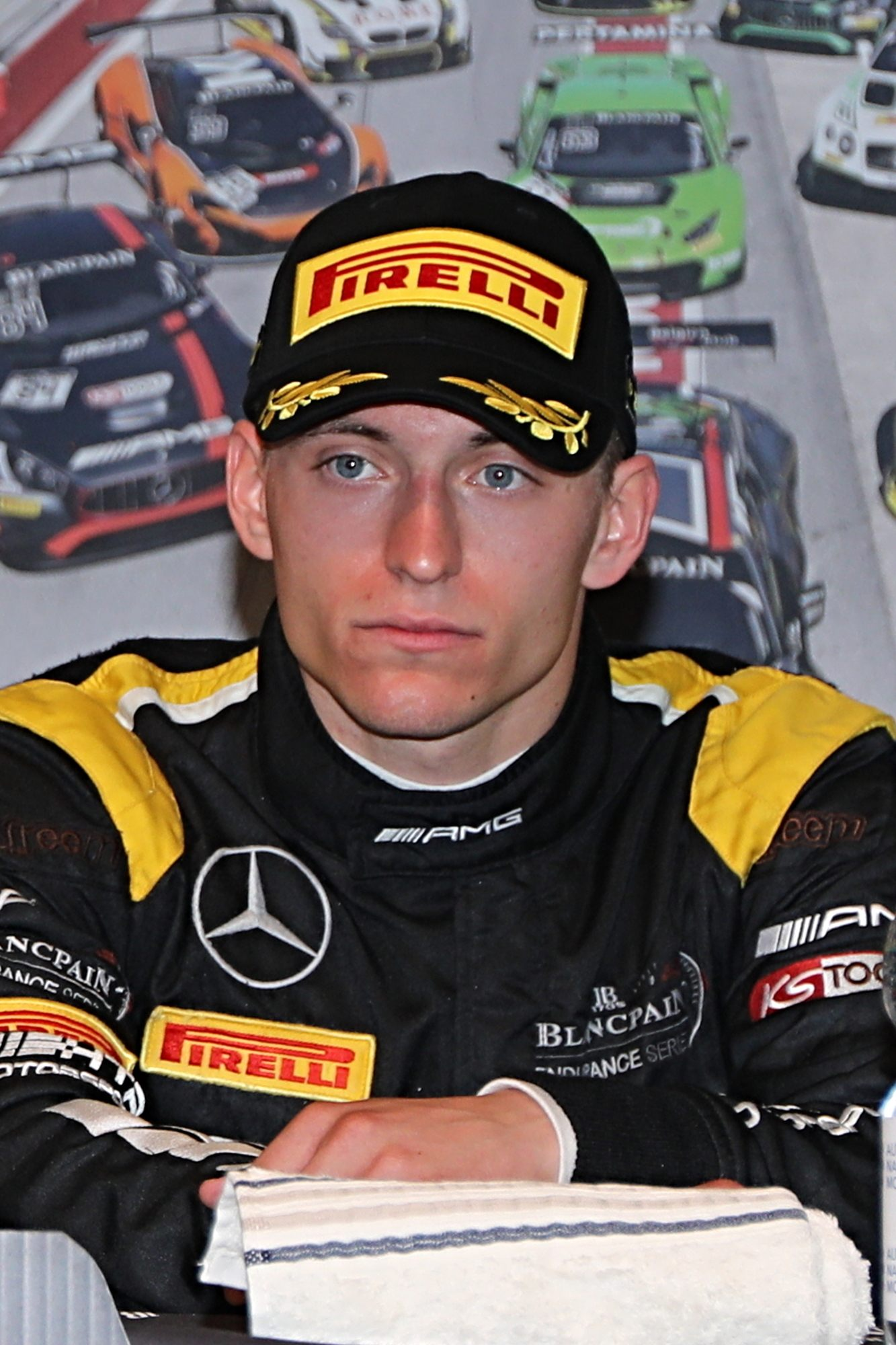
Maximilian Buhk, 2017

Maximilian Buhk (* 9. Dezember 1992 in Reinbek) ist ein ehemaliger deutscher Automobilrennfahrer. Er fuhr ab 2021 in der DTM.

## Karriere

### Kartsport (2006–2008)
Maximilian Buhk begann 2006 seine Rennfahrerkarriere im Kartsport. Nach den zwei Titeln (2007, 2008) reichte es nicht mehr zu weiteren großen Erfolgen im Kartsport.

### Tourenwagen (2008–2021)
2012 gelang Buhk 24-Stunden-Rennen von Dubai mit Platz 1 der nächste größere Karriereerfolg. 2012 wurde zum ersten Mal Meister in der FIA-GT3-Europameisterschaft und 2013 in der Blancpain Endurance Series – GT3 Pro Cup. 2014 wurde er Zweiter beim 12-Stunden-Rennen von Bathurst. 2013 wurde er zum ersten Mal in der Blancpain Endurance Series – GT3 Pro Cup Meister. 2016 gewann Buhk das 24-Stunden-Rennen auf dem Nürburgring.
Mit dem Ablauf der Rennsaison 2022 gab er sein Karriereende bekannt.

## Statistik

### Karrierestationen
| - 2006–2008: Kartsport - 2011: ADAC Formel Master - 2012: ADAC Formel Master - 2012: FIA-GT3-Europameisterschaft: Meister - 2013: Blancpain Endurance Series – GT3 Pro Cup: Meister - 2013: ADAC GT Masters: Platz 3 | - 2014: Blancpain GT Series – Sprint Cup Pro: Platz 2 - 2014: 12-Stunden von Bathurst: Platz 2 - 2015: Blancpain GT Series – Sprint Cup Pro: Platz 1 - 2016: 24-Stunden-Rennen auf dem Nürburgring: Pole-Position - 2016: Blancpain GT Series – Sprint Cup: Platz 3 - 2016: Blancpain Endurance Series: Platz 2 | - 2017: Blancpain GT Series – Sprint Cup: Platz 3 - 2017: Blancpain GT Series Endurance Cup – Pro: Platz 3 - 2019: 12-Stunden von Bathurst: Platz 3 - 2019: Intercontinental GT Challenge: Platz 3 - 2019: 24-Stunden-Rennen auf dem Nürburgring: Platz 2 - 2021: DTM: Platz 15 - 2022: DTM: Platz 25 |

### Einzelergebnisse

#### FIA-GT3-Europameisterschaft
| Jahr | Team                  | Fahrzeug                  | Platzierung |
| ---- | --------------------- | ------------------------- | ----------- |
| 2012 | Charouz Racing System | Mercedes-Benz SLS AMG GT3 | Gesamtsieg  |

#### FIA GT Serie, Klasse PRO Cup
| Jahr | Team                  | Fahrzeug                  | Platzierung |
| ---- | --------------------- | ------------------------- | ----------- |
| 2013 | Charouz Racing System | Mercedes-Benz SLS AMG GT3 | Gesamtsieg  |

#### ADAC GT Masters

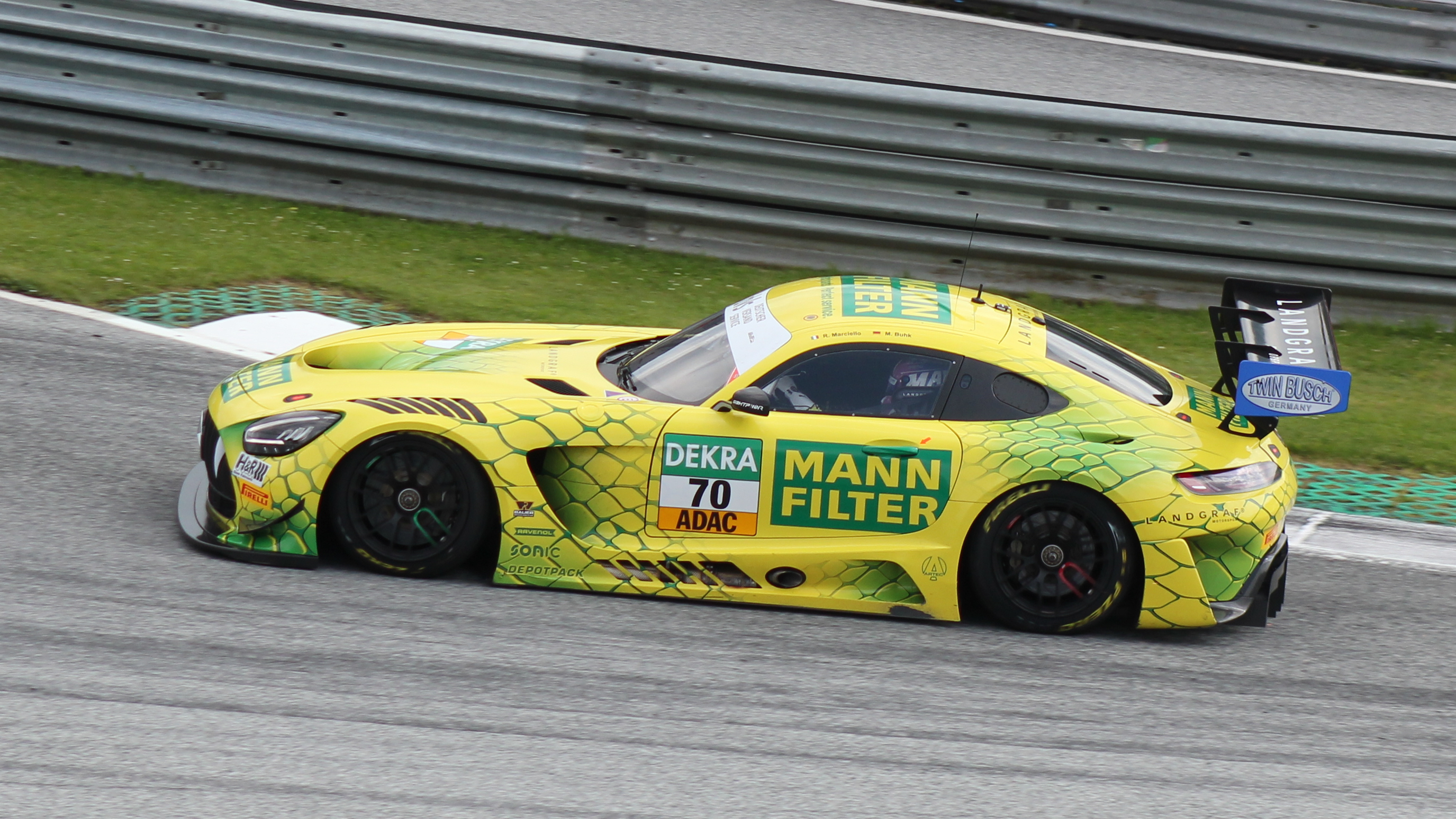
Mercedes-AMG GT3 Evo mit der Nummer 70 des Teams MANN-FILTER-Team Landgraf-HTP WWR bei den ADACD GT Masters am Red Bull Ring, Österreich am 12. Juni 2021

| Jahr | Team                  | Fahrzeug                  | Platzierung |
| ---- | --------------------- | ------------------------- | ----------- |
| 2012 | Charouz Racing System | Mercedes-Benz SLS AMG GT3 | 12. Platz   |
| 2013 | HTP Motorsport        | Mercedes-Benz SLS AMG GT3 | 4. Platz    |
| 2014 | HTP Motorsport        | Mercedes-Benz SLS AMG GT3 | 13. Platz   |
| 2015 | HTP Motorsport        | Bentley Continental GT3   | 43. Platz   |
| 2017 | HTP Motorsport        | Mercedes-Benz SLS AMG GT3 | 49. Platz   |
| 2018 | HTP Motorsport        | Mercedes-Benz SLS AMG GT3 | 9. Platz    |
| 2021 | Landgraf Motorsport   | Mercedes-AMG GT3          | 7. Platz    |

#### Blancpain Langstrecken Serie, Klasse PRO Cup
| Jahr | Team           | Fahrzeug                  | Platzierung |
| ---- | -------------- | ------------------------- | ----------- |
| 2013 | HTP Motorsport | Mercedes-Benz SLS AMG GT3 | 1. Platz    |
| 2014 | HTP Motorsport | Mercedes-Benz SLS AMG GT3 | 9. Platz    |
| 2015 | M-Sport        | Bentley Continental GT3   | 22. Platz   |
| 2016 | HTP Motorsport | Mercedes-Benz SLS AMG GT3 | 4. Platz    |
| 2017 | HTP Motorsport | Mercedes-Benz SLS AMG GT3 | 5. Platz    |
| 2018 | Strakka Racing | Mercedes-Benz SLS AMG GT3 | 31. Platz   |
| 2019 | GruppeM Racing | Mercedes-AMG GT3 Evo      | 57. Platz   |

#### VLN Langstrecken Meisterschaft GT3, Klasse SP9 Pro
| Jahr | Team                 | Fahrzeug | Platzierung |
| ---- | -------------------- | -------- | ----------- |
| 2020 | Auto Sport Promotion |          | 7. Platz    |

#### Statistik in der FIA-GT3-Europameisterschaft
- 2012: Meister

#### Statistik in der Blancpain Endurance Series
- 2013: Meister
- 2014: Meister

#### Statistik in der Blancpain Sprintcup Serie
- 2015: Meister

#### Sebring-Ergebnisse
| Jahr | Team           | Fahrzeug         | Teamkollege     | Teamkollege | Platzierung | Ausfallgrund |
| ---- | -------------- | ---------------- | --------------- | ----------- | ----------- | ------------ |
| 2019 | P1 Motorsports | Mercedes-AMG GT3 | Fabian Schiller | Juan Perez  | Rang 29     |              |